# La Serra (Cruesa)
La Serra (en francès La Serre-Bussière-Vieille) és un municipi francès situat al departament de Corresa i a la regió de la Nova Aquitània.

## Demografia
| 1962                                       | 1968 | 1975 | 1982 | 1990 | 1999 | 2007 |
| ------------------------------------------ | ---- | ---- | ---- | ---- | ---- | ---- |
| 190                                        | 213  | 193  | 147  | 117  | 110  | 125  |
| Des de 1962: població sense dobles comptes |      |      |      |      |      |      |

## Administració
| Període   | Identitat            | Partit |
| --------- | -------------------- | ------ |
| 2001-2008 | Henri Giraud-Lajoie  |        |
| 2008-     | Denise Giraud-Lajoie |        |